# Нугманов, Асылбек Газизович
Асылбек Газизович Нугманов (каз. Асылбек Ғазизұлы Нұғыманов; 23 июня 1933, Аральск, КазССР, СССР — 10 января 2013, Алма-Ата, Казахстан) — советский и казахский кинорежиссёр. Заслуженный деятель искусств Казахской ССР (1978), лауреат Государственной премии Казахской ССР (1976).

## Биография
Родился 23 июня 1933 года в городе Аральск Кызылординской области.
В 1964 году окончил режиссёрский факультет Всесоюзного государственного института кинематографии (ВГИК) в Москве (мастерская А. М. Згуриди).
С 1964 года — режиссёр киностудии «Казахфильм», где снял несколько короткометражных и документальных лент.
Член Союза кинематографистов СССР и Казахстана. Член КПСС с 1966 года.
Скончался 10 января 2013 года.

### Фильмография
- 1973 — «Медео. Дни и ночи мужества»
- 1974 — «Здравствуй, земля целинная»
- 1975 — «Казахстан в Великой Отечественной войне»
- 1975 — «Легенда о бессмертии»
- 1977 — «Грани алмаза»
- 1979 — «Целина»

### Награды и звания
- 1974 — Диплом и серебряная медаль ВДНХ за фильм «Здравствуй, земля целинная».
- 1976 — Государственная премия Казахской ССР им. К. Байсеитовой в области литературы и искусства за документальных фильмов «Казахстан в Великой Отечественной войне» и «Легенда о бессмертии».
- 1978 — присвоено почетное звание «Заслуженный деятель искусств Казахской ССР»
- Награждён орденом «Знака Почёта» и почётной грамоты Верховного Совета Казахской ССР и др.
- 2012 — Национальная кинопремия «Кулагер» Союза кинематографистов Казахстана — за особый вклад в становление и развитие кинодокументалистики и кинопублики Казахстана.